# Wormwood
Wormwood to kolejny wspólny album artystów - Tony’ego Wakeforda i Matta Howdena, wydany w 2003 roku (zob. 2003 w muzyce).

## Spis utworów
1. The Wormwood Season
2. The Star is Wormwood
3. Thy Mother
4. The Wormwood Tree
5. Brief as a Flower
6. Cast Upon the Earth
7. Care Sunday
8. The Lamb
9. Heaven Burning
10. Under the Moon
11. Wormwood Doll